# Palatul Schönbrunn
Palatul Schönbrunn (în germană Schloss Schönbrunn) este o fostă reședință imperială de vară în stil rococo și cu 1441 de camere, aflată în Viena, Austria, creație a arhitectului austriac Johann Bernhard Fischer von Erlach. 
Fiind unul dintre cele mai importante monumente culturale din țară, el a fost începând cu anii 1960 unul dintre cele mai importante obiective turistice din Viena. Palatul și grădinile ilustrează gusturile, interesele și aspirațiile monarhilor din familia Habsburg. Palatul se află la vest de centrul orașului Viena, în cartierul Hietzing. Până în 1642 se numea "Katterburg".

## Istoria timpurie

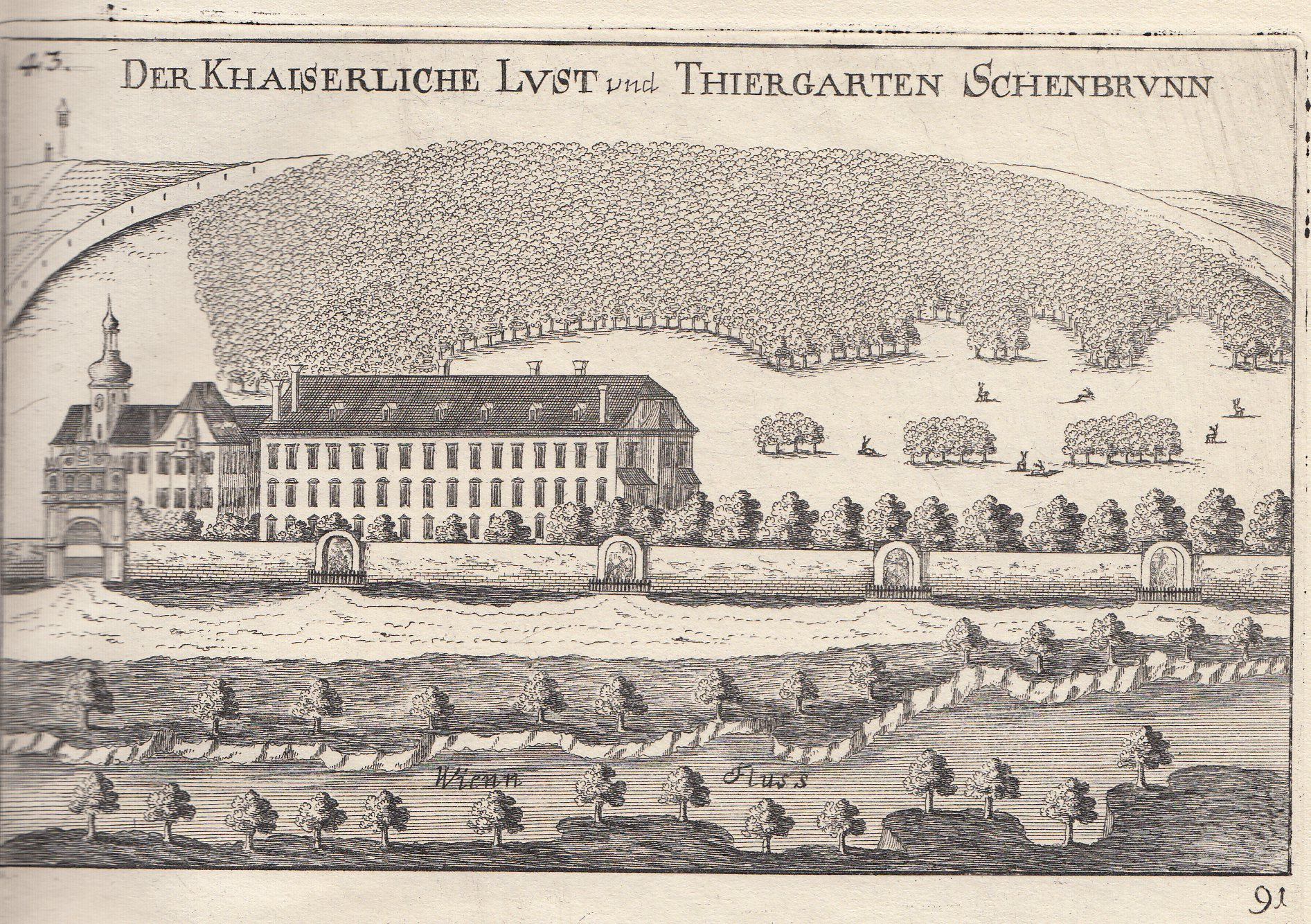
Katterburg și palatul lui Gonzaga de lângă râul Wien în 1672. În vârful dealului se va construi mai târziu glorieta.

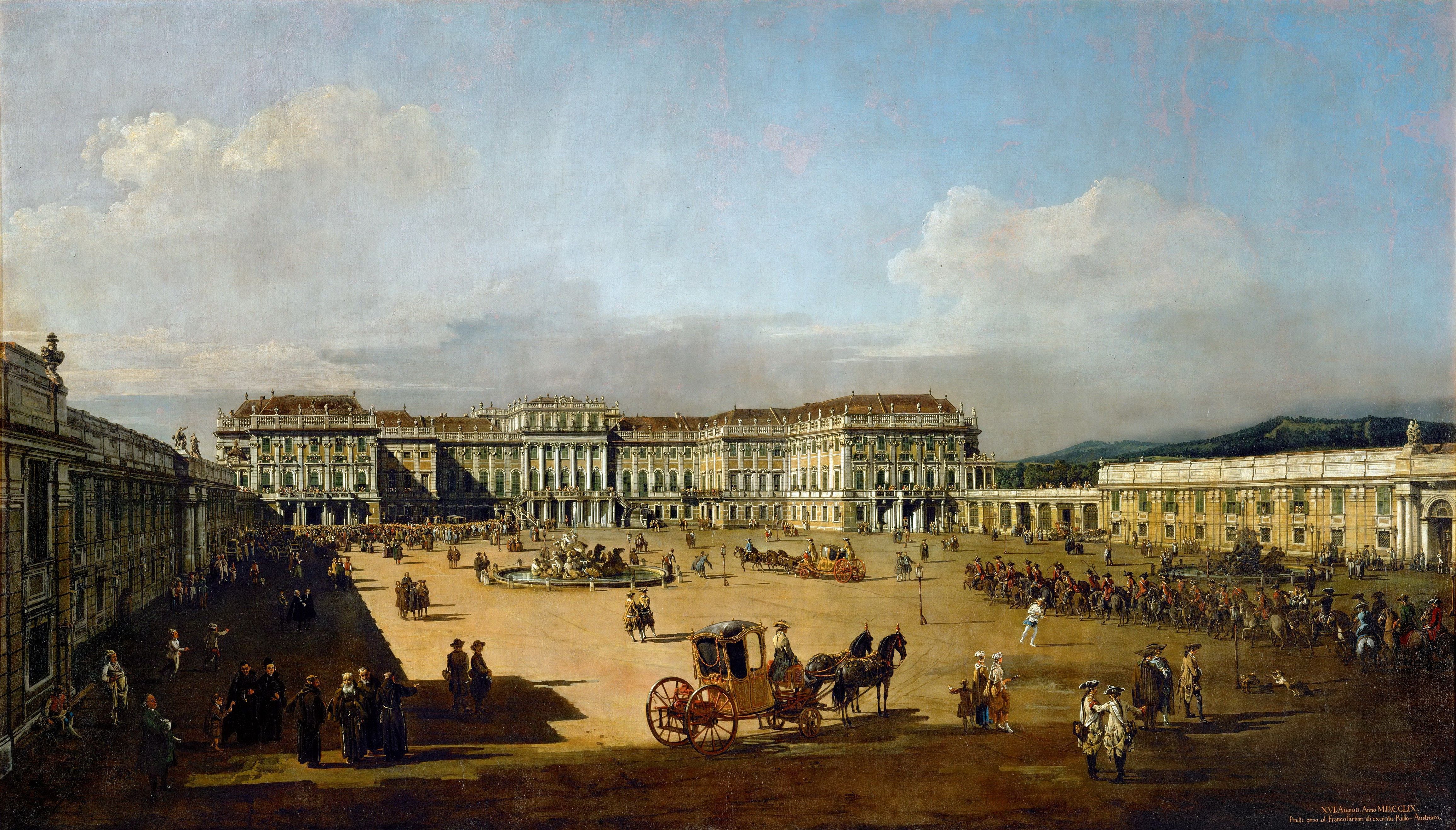
Partea frontală a castelului Schönbrunn, pictată de Canaletto în 1758

În anul 1569, împăratul Maximilian al II-lea a cumpărat o întinsă luncă inundabilă a râului Wien aflată sub un deal situat între Meidling și Hietzing, în care fostul proprietar construise în 1548 un conac numit Katterburg. Împăratul a poruncit ca zona să fie împrejmuită și a dispus să se aducă acolo fazani, rațe, cerbi și mistreți, pentru a se organiza acolo vânători de agrement. Într-o parte separată mai mică a zonei, au fost aduse păsări "exotice", păuni și curcani. Au fost construite acolo și bazine acvatice.
Numele Schönbrunn (însemnând "fântână frumoasă") provine de la o fântână arteziană a cărei apă a fost consumată de către curteni.
În cursul secolului următor, zona a fost folosită ca teren de vânătoare și de recreere. Mai ales Eleonora Gonzaga, căreia îi plăcea vânătoarea, a petrecut mult timp acolo și a moștenit zona ca reședință a văduvei, după moartea soțului ei, Ferdinand al II-lea. În perioada 1638-1643, ea a construit un palat alături de conacil Katterburg, prima menționare a numelui "Schönbrunn" apărând în 1642 pe o factură. Originile orangeriei Schönbrunn par să provină tot din timpul Eleonorei Gonzaga.
Palatul a fost distrus în 1683 de către turci. Împăratul Leopold I i-a cerut arhitectului Johann Bernhard Fischer von Erlach să îl ridice din nou  (îl începe în 1692 și îl termină în 1713). Împăratul, a cărui autoritate era în continuă creștere, se considera egalul Regelui Soare și își dorea o reședință care să rivalizeze Versailles-ul francezilor. 
În 1752 împăratul Francisc I Ștefan, soțul Mariei Tereza a dat ordin ca lângă palat să fie construită Grădina Zoologică Schönbrunn. Pe scena faimosului teatru al palatului, apar Haydn și Mozart. Aflat în trecere prin Viena în 1805 și 1809, Napoleon a stat o scurtă perioadă în refugiile îndepărtate ale castelului.

## Istoria recentă
După căderea monarhiei în 1918, nou-înființata Republica Austria a devenit proprietarul Palatului Schönbrunn și a conservat camerele, palatul devenind muzeu.
După al doilea război mondial și în timpul ocupației aliate din Austria (1945-1955), Palatul Schönbrunn, care era gol în acel timp, a fost rechiziționat pentru birourile Delegației britanice la Comisia Aliată pentru Austria și pentru sediul central al micii garnizoane militare britanice din Viena.
Mai târziu, el a fost folosit pentru evenimente importante cum ar fi întâlnirea dintre John F. Kennedy și Nikita Hrușciov din 1961.
În anul 1996 Palatul Schönbrunn și grădinile sale au fost înscrise pe Lista patrimoniului mondial UNESCO, ca un ansamblu baroc remarcabil și exemplu de sinteză a artelor (Gesamtkunstwerk).

## Grădini

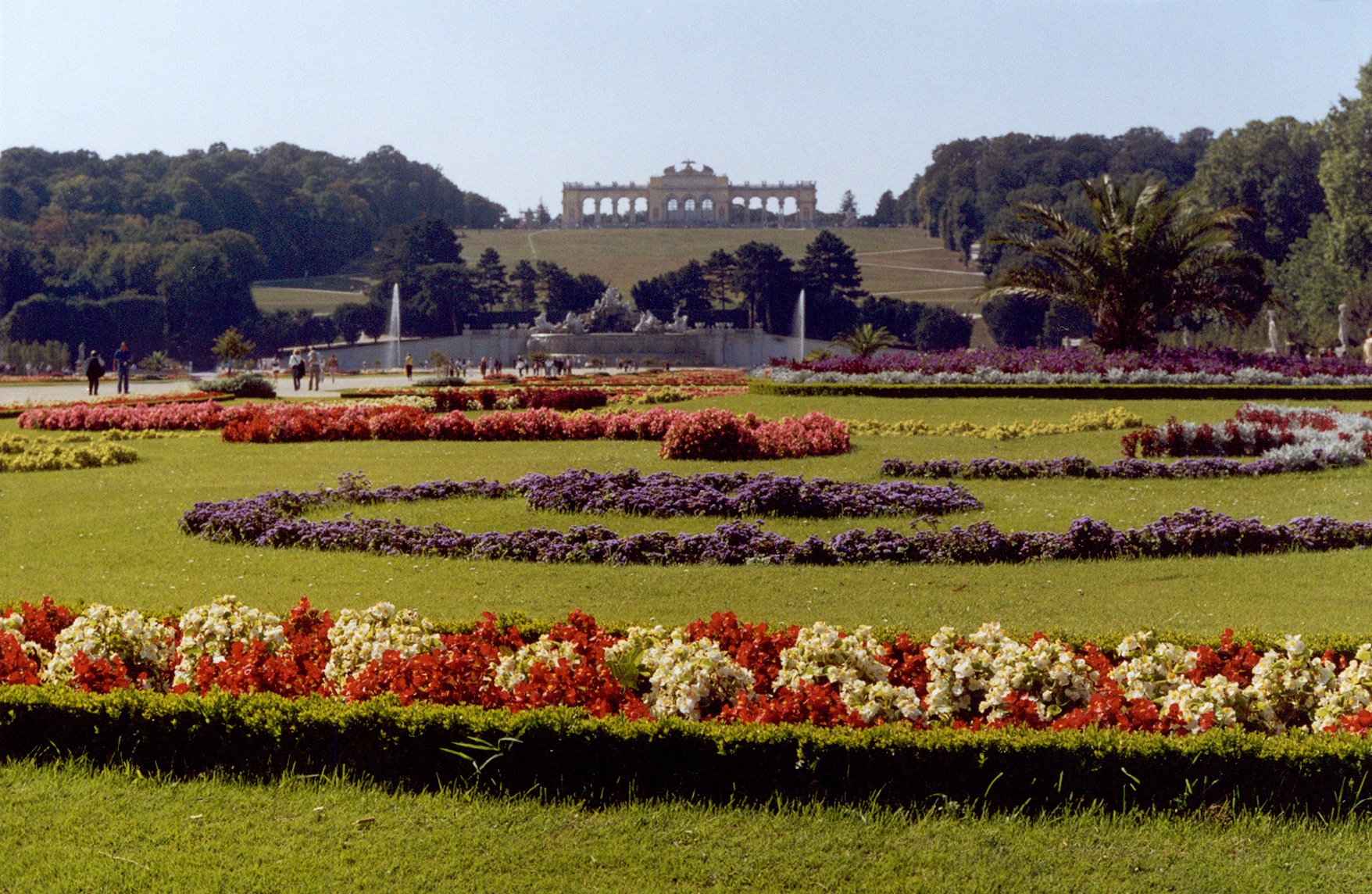
Vedere a Marelui Parter înspre glorietă.

Grădina cu sculpturi aflată între palat și Fântâna Soarelui este numită Marele Parter. Grădină franceză, care ocupă o mare parte a zonei, a fost planificată de către Jean Trehet, un discipol al lui André Le Nôtre, în 1695. Ea conține, printre altele, un labirint.
Complexul include și multe alte atracții: în afară de Grădina Zoologică, o orangerie construită în jurul anului 1755 și o seră cu palmieri (înlocuită prin 1882 de aproximativ zece sere mai mici în partea de vest a parcului) merită a fi remarcate. Partea de vest a fost transformată într-o grădină în stil englezesc în perioada 1828-1852. În extremitatea de vest a fost amenajată o grădină botanică în 1828, atunci când a fost construită Vechea Seră cu palmieri.

### Sculpturi
În linie cu Marele Parter sunt 32 sculpturi, care reprezintă zeități și virtuți.

## Activități la Palatul Schönbrunn
Palatul Schönbrunn este cea mai populară destinație turistică din Viena, cu 2.600.000 de vizitatori în anul 2010. Întregul complex Schönbrunn cu Tiergarten Schönbrunn, Palmenhaus, Wüstenhaus și Wagenburg, a avut mai mult de cinci milioane de vizitatori. Pe situl oficial pot fi achiziționate în avans bilete pentru excursii. În afară de excursii și de pachete turistice, sunt organizate multe concerte clasice cu muzica lui W. A. Mozart și a contemporanilor săi în sălile de spectacole, în Orangerie sau în  Schlosstheater.

### Apariția în filme
Palatul și grădinile au fost locațiile unde s-au turnat cadre din mai multe filme, cum ar fi trilogia Sissi din anii '50, A Breath of Scandal cu Sophia Loren și The Living Daylights (1987) cu James Bond ca hotel în care Bond (Timothy Dalton) a locuit cu prilejul unei misiuni.
De asemenea, și filmul de comedie The Great Race a fost filmat aici în 1965.

## Moneda de argint dedicată Palatului Schönbrunn
Palatul a fost recent selectat ca motivul principal al unei monede de mare valoare numismatică: moneda austriacă de argint cu valoarea de 10 euro cu efigia Palatului Schönbrunn, pusă în circulație pe 8 octombrie 2003. Aversul prezintă în partea centrală a fațadei palatului din spatele uneia dintre fântânile mari.

## Imagini

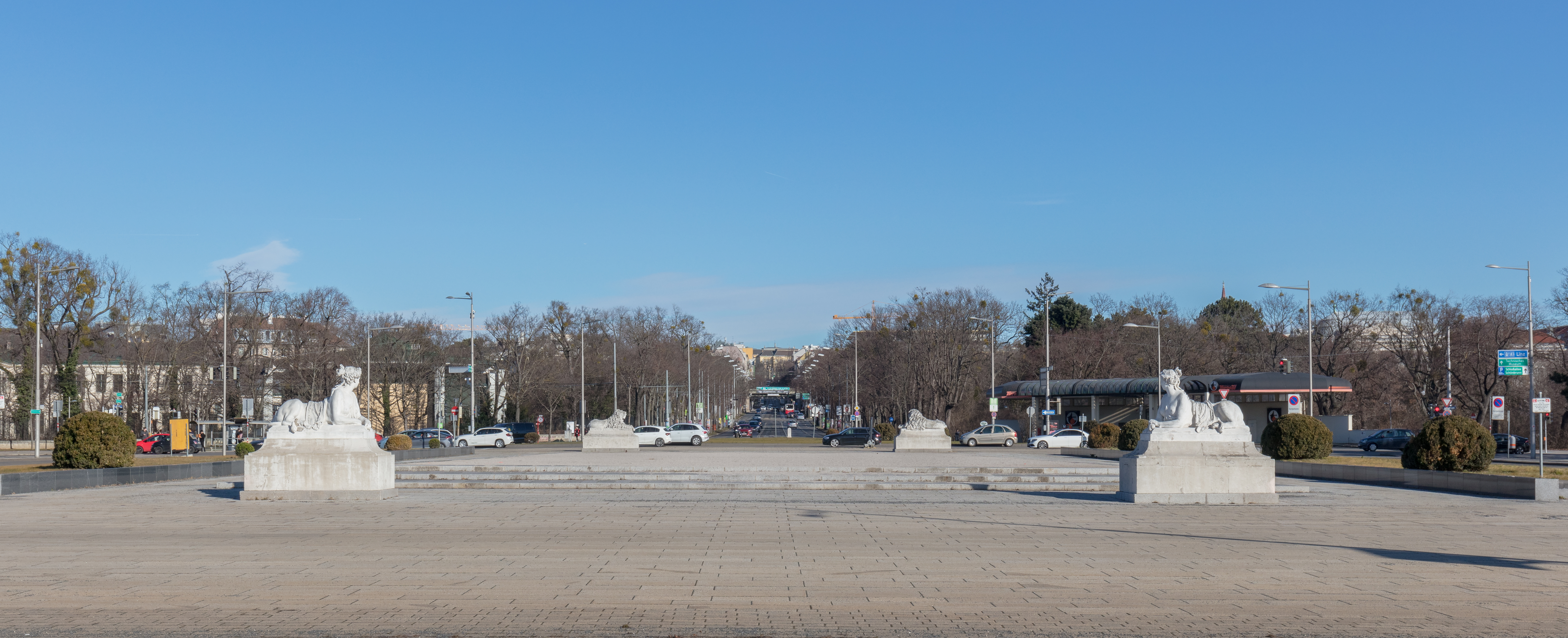
Vedere de la intrarea principală
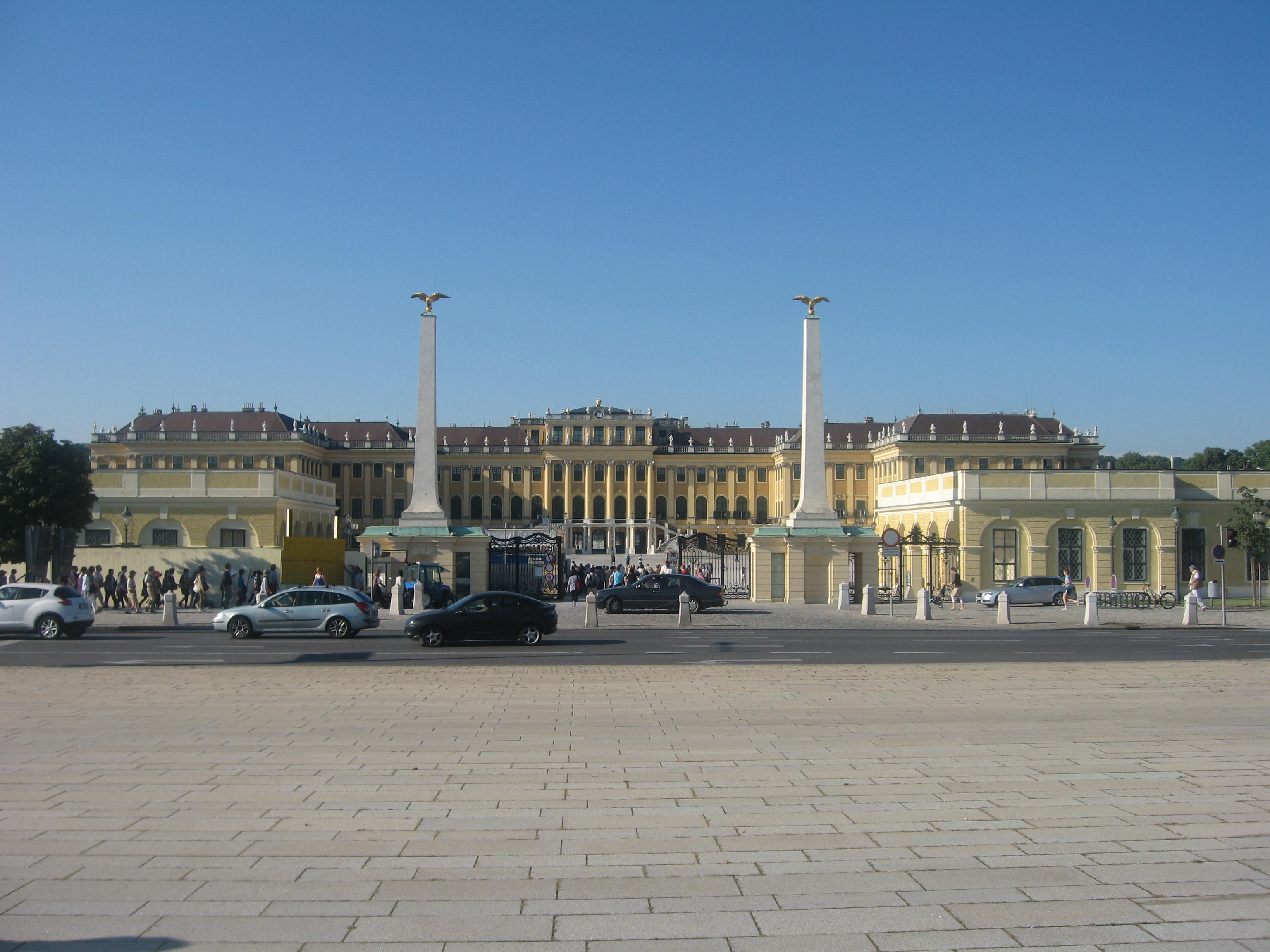
Palatul văzut din exterior
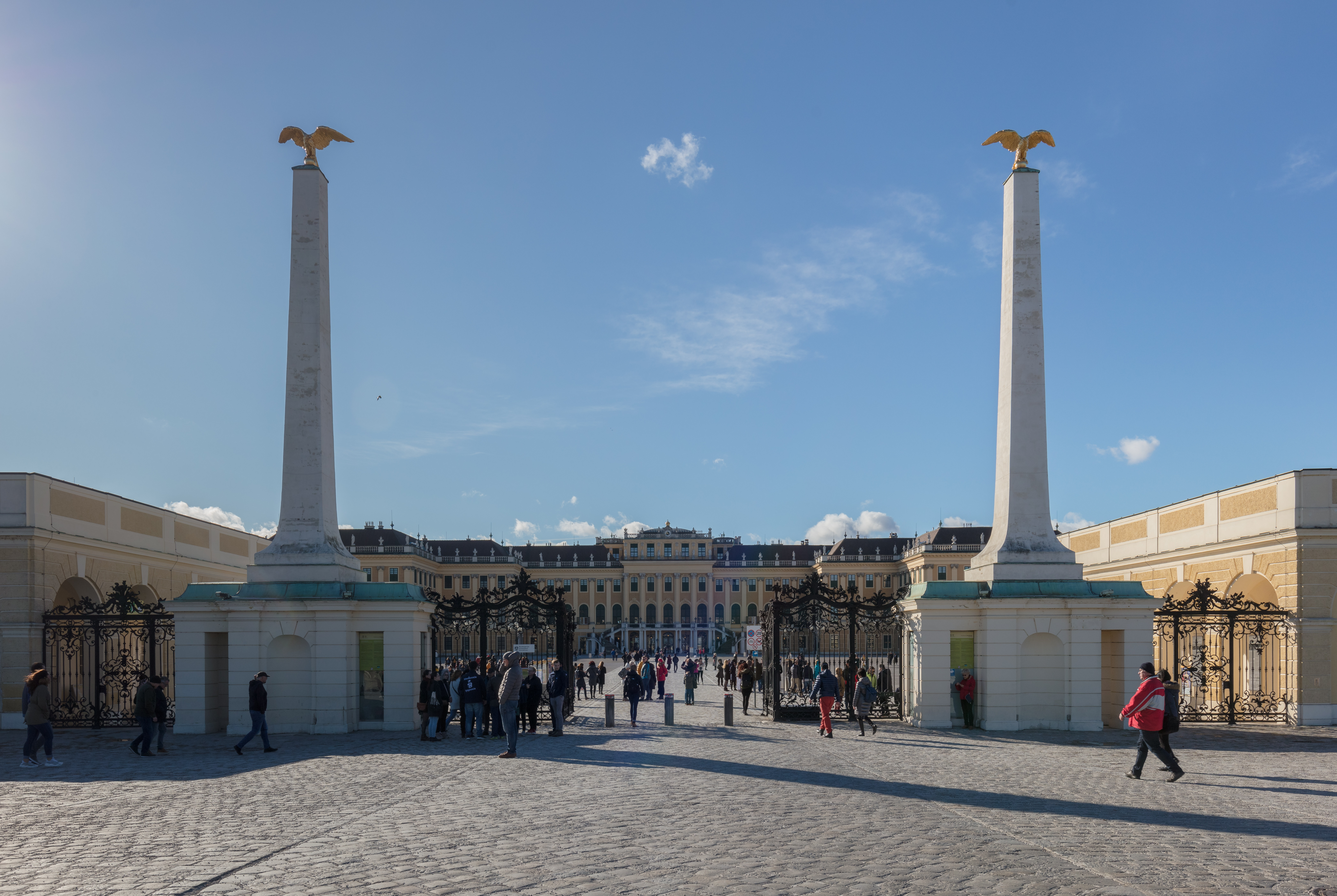
Palatul văzut din exterior
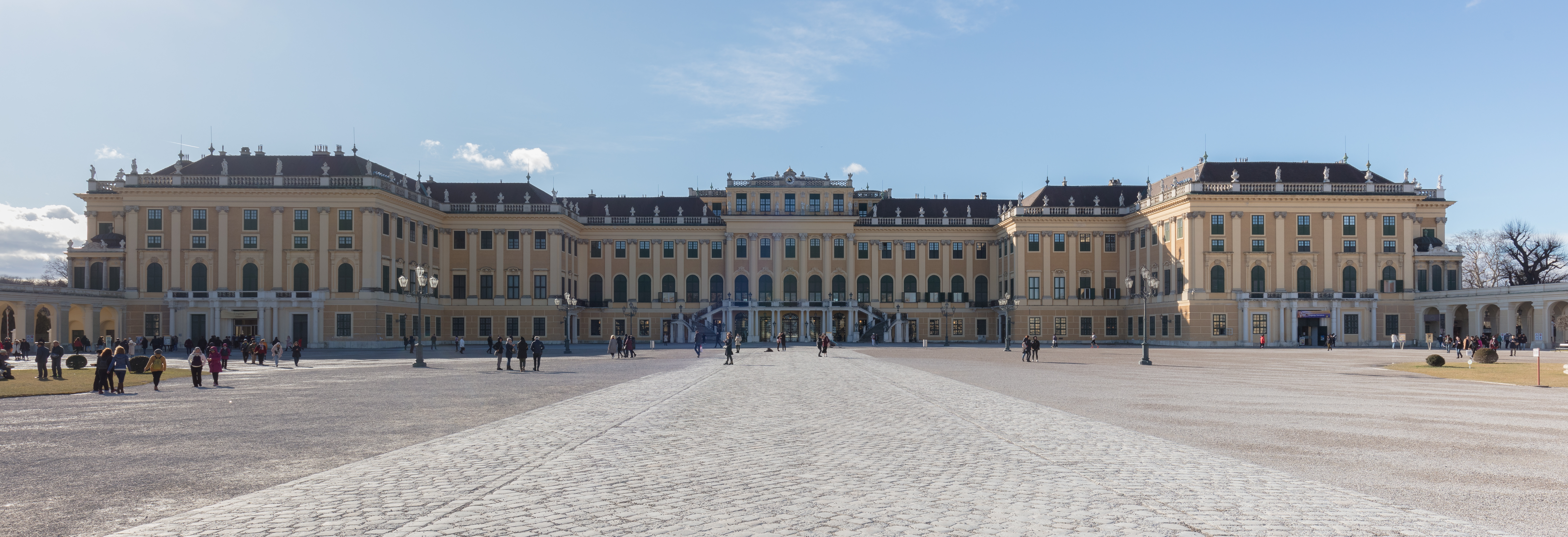
Palatul
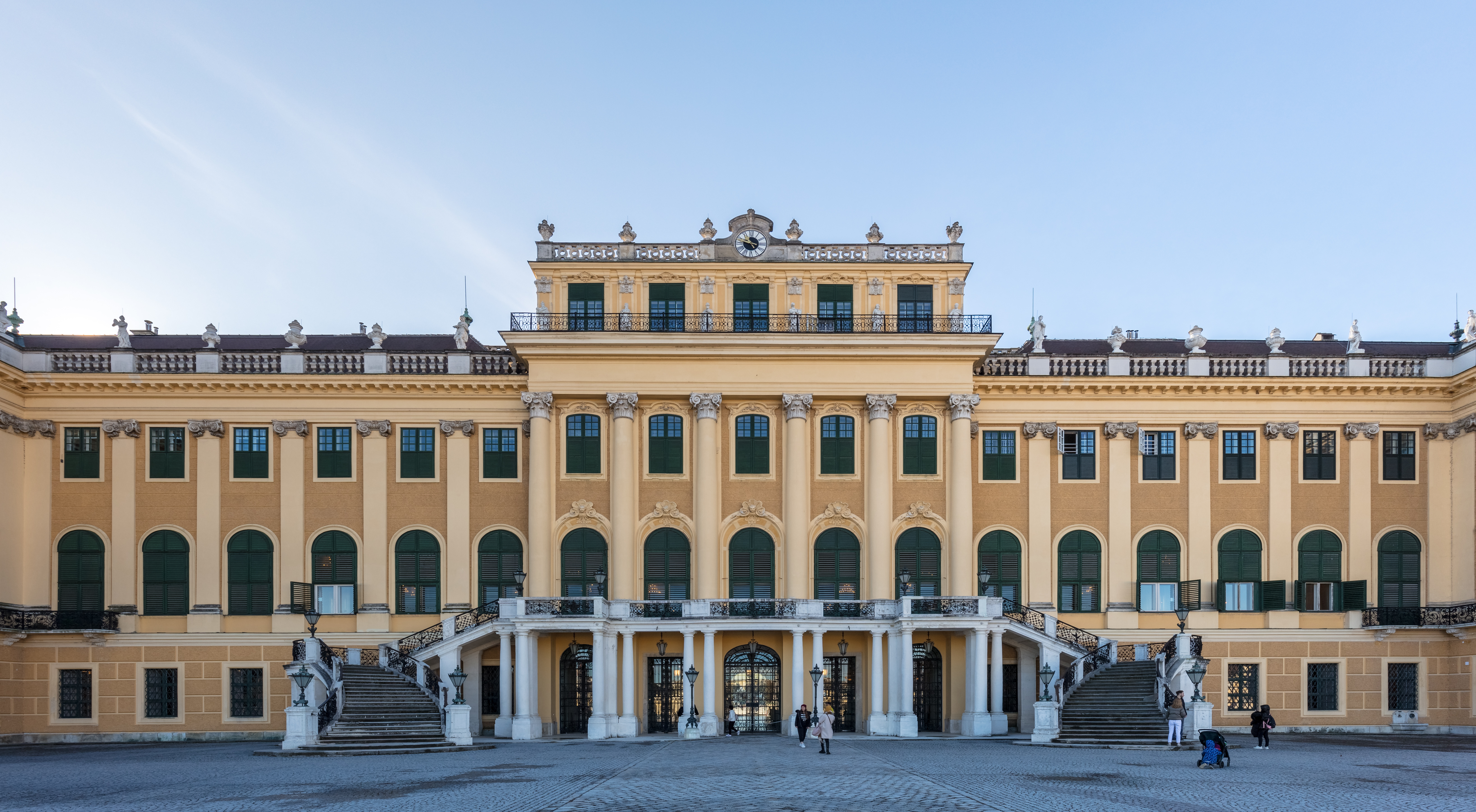
Vedere din față
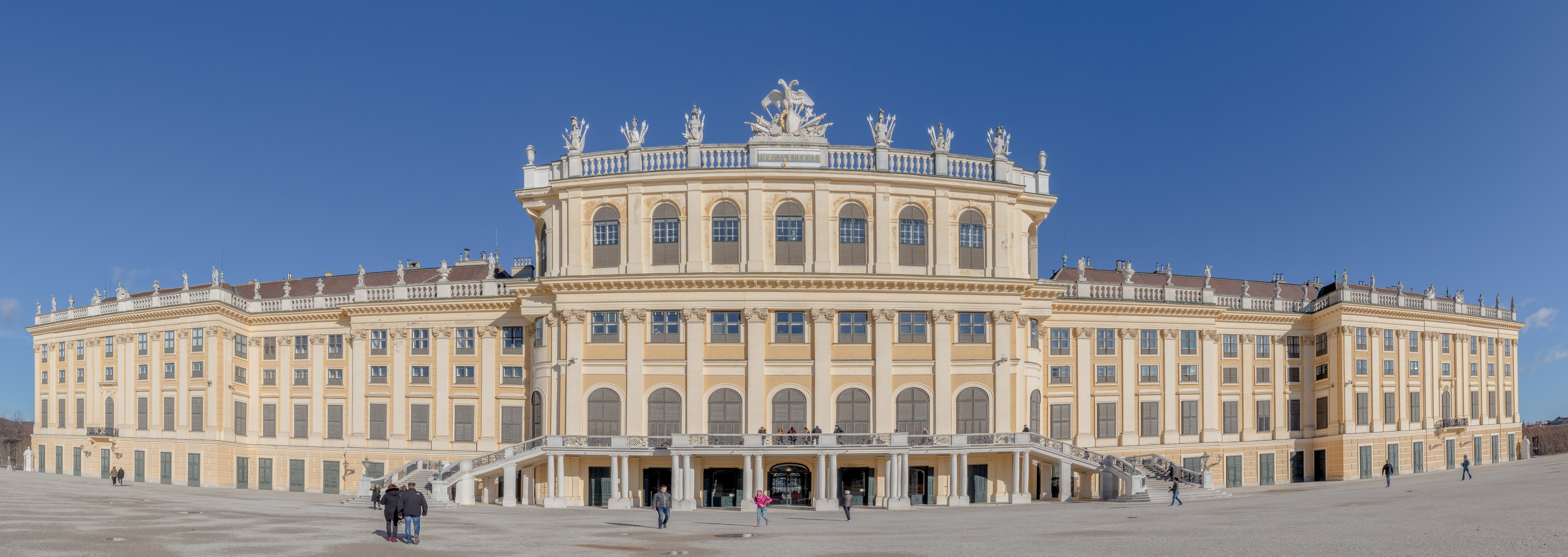
Vedere din spate
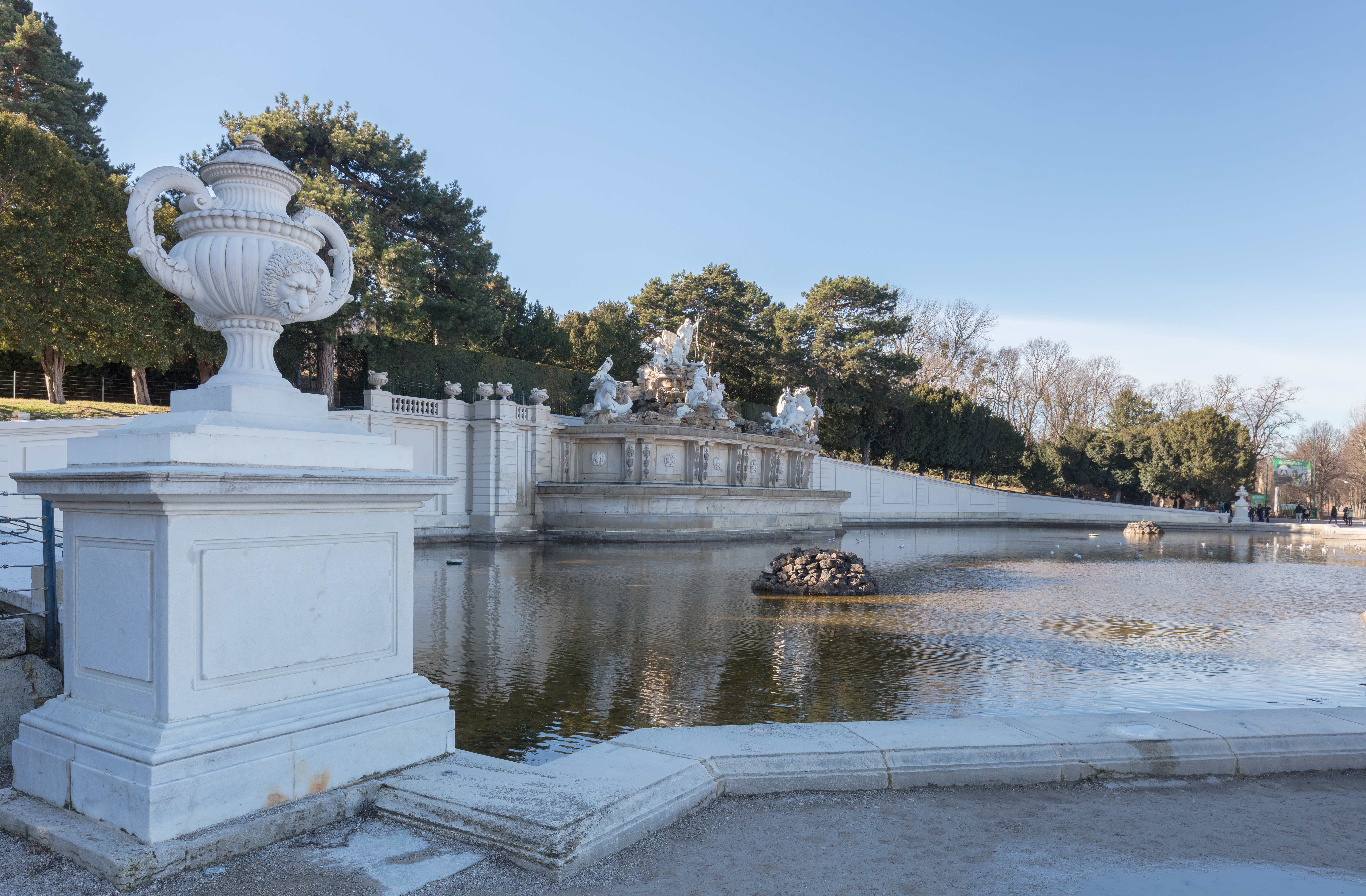
Fântâna Neptun